# Autoroute A411 (France)
En France, l'autoroute A411 relie l'autoroute A40 à la frontière entre la France et la Suisse entre Gaillard et Thônex, canton de Genève. Mise en service en 1973, elle est le premier tronçon de l'autoroute A40. Cette portion de 3 kilomètres est rebaptisée A411 après l'ouverture de la section Annemasse-Bellegarde en 1982. Elle se situe presque entièrement sur la commune de Gaillard.
L'autoroute est concédée à la société des Autoroutes et tunnel du Mont-Blanc (ATMB), mais elle est gratuite. Côté suisse, elle est prolongée par la route de Malagnou, une route à 4 voies conduisant au centre-ville de Genève.

## Caractéristiques
- 2 × 2 voies (3 km)

## Historique
- 1973 : La section entre Thônex-Vallard et Bonneville est ouverte.

## Sorties
- Échangeur entre A411 et A40 (échangeur d'Étrembières) : Paris, Lyon, Annemasse, Chamonix-Mont-Blanc, Turin - Milan, Thonon - Évian
- 14.1 Gaillard  : Gaillard
- : Fin de l'autoroute A411
- Douane de Thônex-Vallard (frontière entre la France et la Suisse)

## Galerie d'images

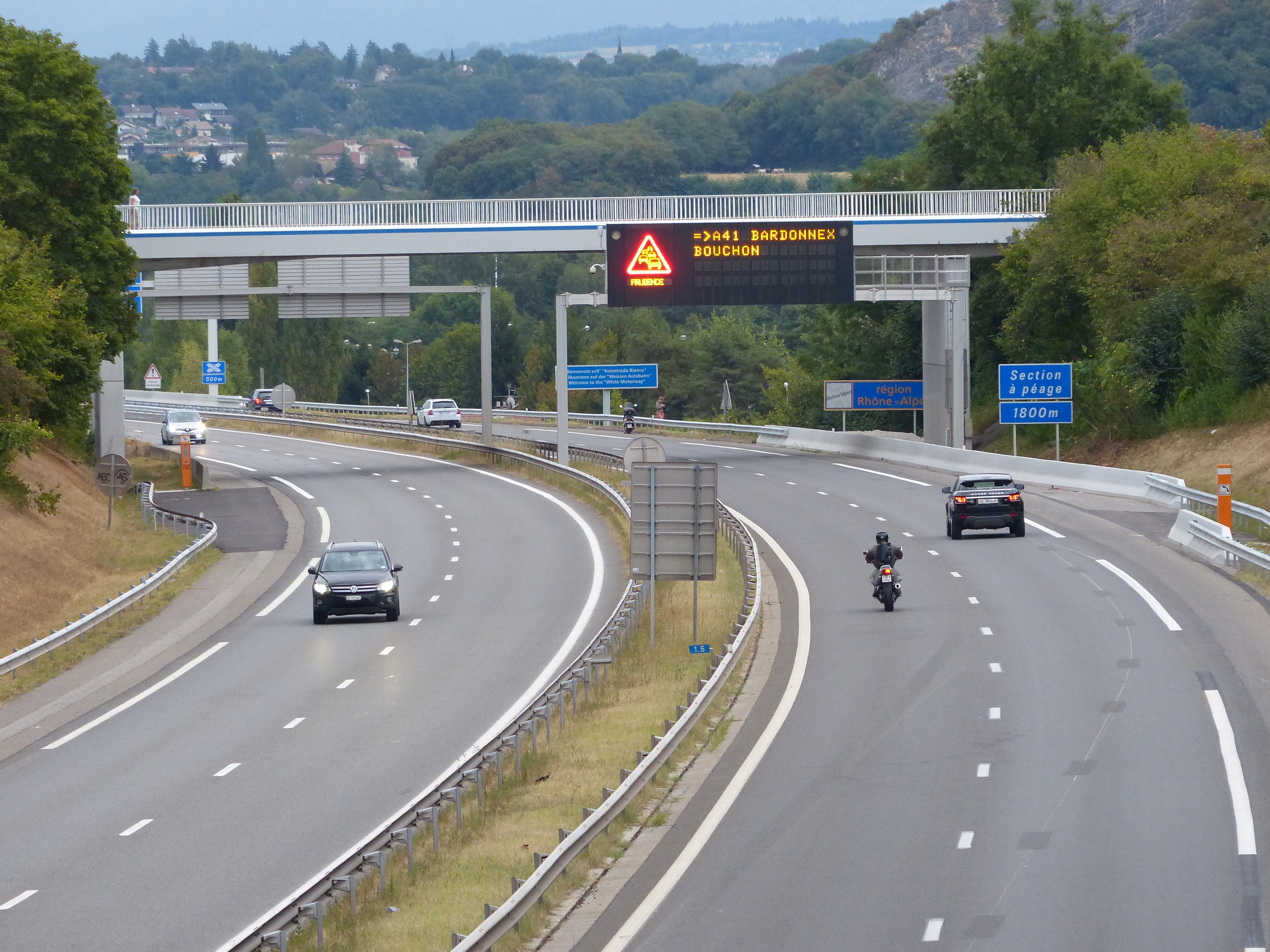
À travers Gaillard.
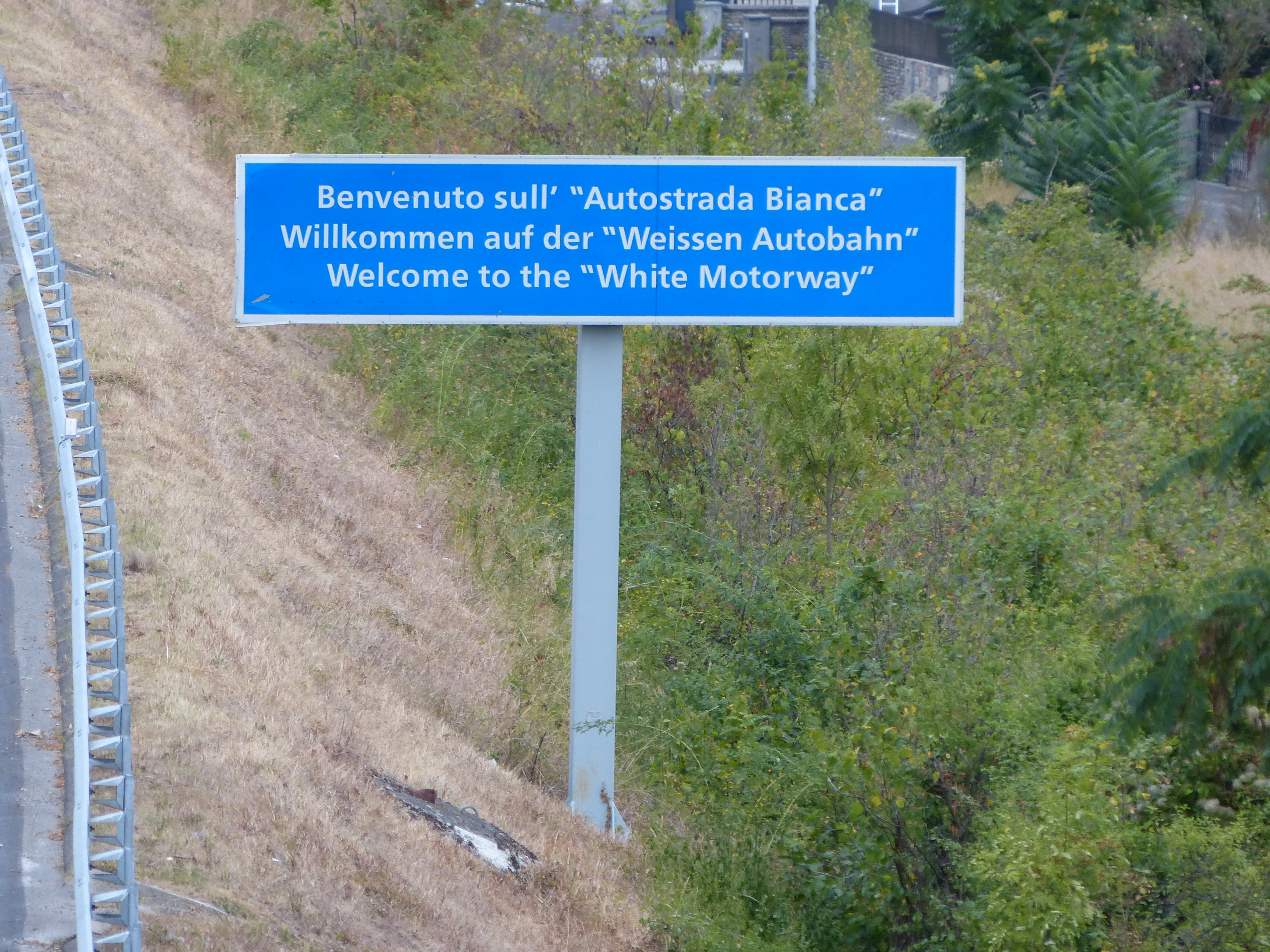
Panneau de bienvenue sur l'Autoroute blanche.
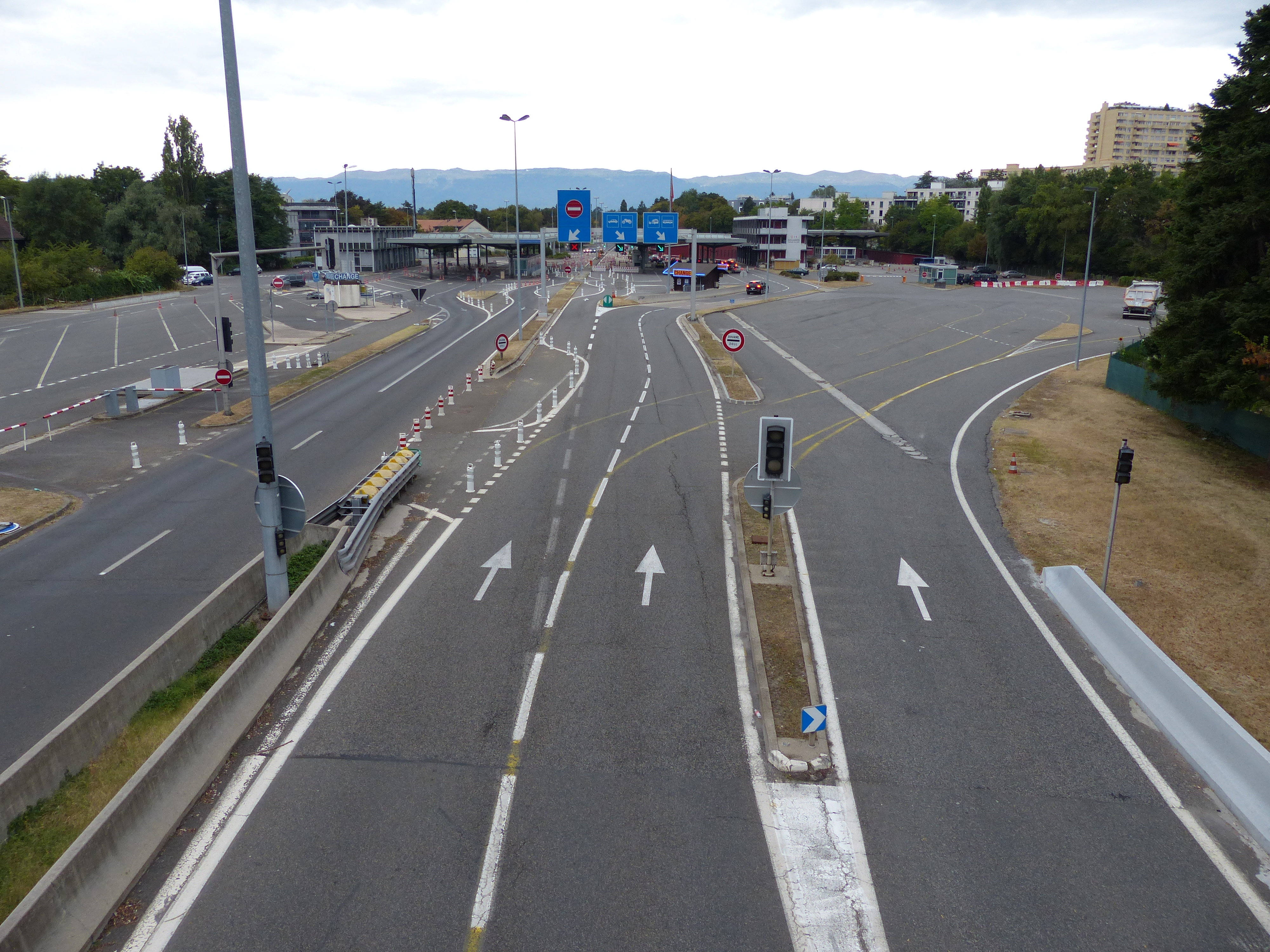
Arrivée à la frontière entre la France et la Suisse, douane de Thônex-Vallard.
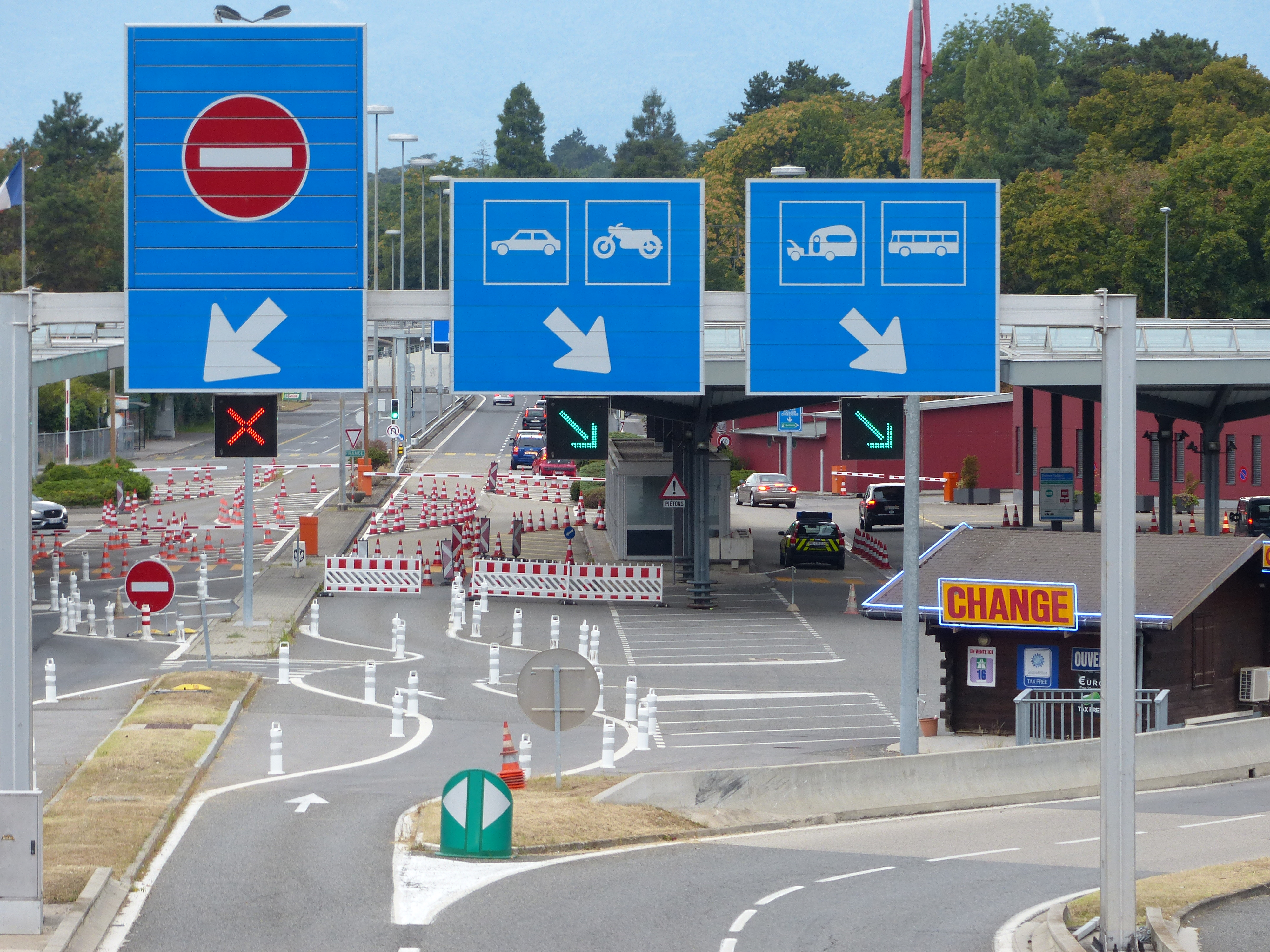
La douane de Thônex-Vallard.